# Стасюк, Наталья Викторовна
Ната́лья Ви́кторовна Стасю́к (род. 21 января 1969, Гомель) — советская и белорусская гребчиха, выступала за сборные СССР, СНГ и Белоруссии по академической гребле в конце 1980-х — начале 2000-х годов. Бронзовая призёрша летних Олимпийских игр в Атланте, обладательница серебряной и бронзовой медалей чемпионатов мира, многократная победительница и призёрша этапов Кубка мира, всесоюзных, республиканских и молодёжных регат. На соревнованиях представляла Гомельскую область, заслуженный мастер спорта Республики Беларусь.

## Биография
Наталья Стасюк родилась 21 января 1969 года в городском посёлке Копаткевичи, Гомельской области, Белорусская ССР. Активно заниматься академической греблей начала в раннем детстве, проходила подготовку в гомельской специализированной детско-юношеской школе олимпийского резерва № 4 и в гомельском государственном училище олимпийского резерва.
Первого серьёзного успеха добилась в 1987 году, в зачёте рулевых восьмёрок выиграла серебряную медаль на молодёжном чемпионате мира в Кёльне. На взрослом международном уровне дебютировала в сезоне 1991 года, когда вошла в основной состав советской национальной сборной и побывала на мировом первенстве в Вене, откуда привезла награду серебряного достоинства, выигранную в распашных восьмёрках. Позже прошла отбор в так называемую Объединённую команду, собранную из спортсменов бывших советских республик для участия в летних Олимпийских играх 1992 года в Барселоне. В составе восьмиместного экипажа сумела выйти в финал, однако в решающем заезде финишировала лишь четвёртой, немного не дотянув до призовых позиций.
После распада Советского Союза Стасюк продолжила выступать за сборную Белоруссии. Так, в 1993 году съездила с командой на чемпионат мира в чешский город Рачице, где заняла пятое место в рулевых восьмёрках и седьмое в безрульных четвёрках. Год спустя соревновалась на мировом первенстве в американском Индианаполисе — показала пятый результат в рулевых восьмёрках и шестой — в безрульных четвёрках. Ещё через год на чемпионате мира в финском Тампере выиграла бронзовую медаль в зачёте безрульных четвёрок. Также была тринадцатой в безрульных двойках и пятой в рулевых восьмёрках.
Благодаря череде удачных выступлений удостоилась права защищать честь страны на летних Олимпийских играх 1996 года в Атланте — в составе команды, куда также вошли гребчихи Марина Знак, Наталья Волчек, Елена Микулич, Валентина Скрабатун, Наталья Лавриненко, Тамара Давыденко, Александра Панькина и рулевая Ярослава Павлович, завоевала в программе распашных восьмёрок бронзовую медаль, пропустив вперёд только экипажи из Румынии и Канады. За это достижение по итогам следующего сезона удостоена почётного звания «Заслуженный мастер спорта Республики Беларусь».
На различных этапах Кубков мира 1997, 1998 и 1999 годов Стасюк неоднократно становилась победительницей и призёркой. На чемпионате мира во французской Савойе в парных четвёрках пришла к финишу пятой, на следующем мировом первенстве, прошедшем в Кёльне, в той же дисциплине была восьмой, так же выступила и на первенстве мира в канадском Сент-Катаринсе. В 2000 году на этапе Кубка мира в Мюнхене выиграла в парных четвёрках бронзу, однако вскоре решением Международной федерации гребного спорта была пожизненно дисквалифицирована за применение допинга — во время тренировочных сборов в Бресте в её крови обнаружили следы анаболика метилтестостерона. На этом её карьера профессиональной спортсменки фактически закончилась.
Имеет высшее образование, окончила Гомельский государственный университет имени Франциска Скорины, где обучалась на факультете физической культуры.